# Coordinazione motoria
Nelle scienze motorie, la coordinazione motoria è la capacità che permette di eseguire un qualsiasi movimento corporeo in modo efficace. È direttamente connessa alla funzionalità del sistema nervoso centrale nell'organizzazione dei gesti motori e determina in modo importante la qualità stessa del movimento e quindi la prestazione. Le capacità coordinative si distinguono in 2 gruppi:
- Le capacità coordinative di base
- Le capacità coordinative specifiche

## Le capacità coordinative di base
Le capacità coordinative di base sono costituite dalla capacità di apprendere un nuovo movimento, dalla capacità di controllare e regolare il movimento e dalla capacità di adattare e trasformare i movimenti che si sono appresi in base alle necessità.

## Le capacità coordinative specifiche
Hanno come base le capacità di base. Le capacità coordinative specifiche sono:
- Capacità di accoppiamento e combinazione dei movimenti standard
- Capacità di coordinazione oculo-muscolare
- Capacità di differenziazione cinestetica
- Capacità di equilibrio
- Capacità di orientamento spazio-temporale
- Capacità di ritmo
- Capacità di reazione
- Capacità di trasformazione
- Capacità di anticipazione

### Capacità di accoppiamento e combinazione dei movimenti
È la capacità che permette di collegare tra loro delle abilità motorie già acquisite. Per esempio il ciclista coordina il movimento degli arti inferiori con gli arti superiori. È costituita da altre capacità sottostanti, fra le quali: Coordinazione intersegmentaria, Rapidità dei movimenti articolari. (tassonomia di Fleishman et al.1962)

### Capacità di coordinazione oculo-muscolare
Per capacità di coordinazione oculo-muscolare, si intende la capacità del cervello di riuscire a coordinare le afferenze visive con le efferenze motorie. Ad esempio un cestista che si dirige verso il canestro riesce a coordinare le azioni del palleggio ed eventualmente della corsa, mantenendo il contatto visivo con il canestro, con la palla, con gli avversari e con i compagni e moderando il suo palleggio in base agli stimoli visivi.

### Capacità di differenziazione cinestetica
È la capacità di dosare il tono muscolare in relazione al compito motorio richiesto. Ad esempio un golfista deve saper colpire forte la pallina quando è lontano dalla buca ma allo stesso tempo deve saperla colpire piano quando è vicino alla buca.

### Capacità di equilibrio
L'equilibrio è la capacità di mantenere il corpo in una data posizione. Non esiste movimento in cui non sia coinvolto l'equilibrio, che si divide in:
- Statico: quando il corpo è fermo, cioè immobile
- Dinamico: quando il corpo è in movimento (cammina, corre, ecc.)
- Di volo: quando il corpo non è in appoggio né a terra, né su un attrezzo

### Capacità di orientamento spazio-temporale
È la capacità di muovere il corpo nello spazio e nel tempo. Per esempio un calciatore deve sapere la disposizione degli avversari nel campo per capire dove posizionarsi, oppure un pugile deve riuscire a capire quanto tempo manca al suono del gong per poter dosare le sue energie durante il round.

### Capacità di ritmizzazione
È la capacità che permette di organizzare i movimenti in maniera che l'azione risulti il più fluida e armoniosa possibile, ciò è possibile adattando i propri movimenti a un ritmo esterno o interno. Ad esempio un pugile che riesce a “prendere il tempo” al suo avversario, e quindi riuscire a prevedere quando arriverà il prossimo colpo, è avvantaggiato in un eventuale contrattacco. In questo caso il pugile si sta adattando ad un ritmo esterno. Lo stesso pugile è in grado di variare il ritmo con cui intraprende un'azione offensiva, variando il suo ritmo interno e diventando meno prevedibile.

### Capacità di reazione
È la capacità di rispondere agli stimoli con l'azione motoria più rapida e meglio adeguata alle circostanze. Si differenzia in:
- Semplice: quando gli stimoli sono previsti e conosciuti;
- Complessa: quando gli stimoli sono sconosciuti ed imprevedibili;

### Capacità di trasformazione
È la capacità di cambiare un'azione prefissata, ciò capita spesso negli sport come il calcio, in cui il difensore, ad una finta dell'attaccante, deve elaborare un altro piano di azione per giungere al suo scopo.

### Capacità di anticipazione
È la capacità di anticipare lo svolgimento e il risultato di azioni successive sulla base di previsioni, è tipica degli sport di situazione.